# Straß (Eiselfing)
Straß ist ein Gemeindeteil der Gemeinde Eiselfing im oberbayerischen Landkreis Rosenheim und liegt an der B 304. 
Durch Straß verlief bereits in der Antike eine Römerstraße, die zuvor durch die heutigen Orte Waging, Otting, Stein, Obing, Kirchensur und Stephanskirchen führte, dann bei Straß in eine weitere Römerstraße aus Richtung Vogtareuth bog und schließlich über den Inn führte.
Später lag der Ort an der Salzstraße zwischen Salzburg und München und beherbergte eine Gastwirtschaft.
Im Ort befindet sich ein alter Gutshof mit einem historischen, von Schülern des berühmten Architekten Friedrich von Gärtner entworfenen Tanzhaus und eine Kapelle, gebaut um 1680.